# Estadio Nacional Nyayo
El Estadio Nacional Nyayo (en suajili: Uwanja wa kitaifa wa Nyayo; en inglés: Nyayo National Stadium) es un estadio de usos múltiples en Nairobi, Kenia. Se encuentra cerca del centro de la ciudad. El estadio fue construido en 1983 con una capacidad de 30 000 espectadores. Actualmente se utiliza sobre todo para los partidos de fútbol. El popular club de fútbol AFC Leopards juega la mayoría de sus partidos en casa en el estadio de Nyayo. El estadio también se utiliza para el atletismo y diversas ceremonias. Otras instalaciones del Estadio Nyayo incluyen un gimnasio y una piscina de 50 metros.